# Trientalis
- Commons
- Wikispecies

Trientalis L. é um género botânico pertencente à família Myrsinaceae.

## Espécies
- Trientalis arctica Hook.
- Trientalis borealis Raf.
- Trientalis europaea L.
- Trientalis latifolia Hook.
- Lista completa

## Classificação do gênero
| Sistema | Classificação                      | Referência               |
| ------- | ---------------------------------- | ------------------------ |
| Linné   | Classe Heptandria, ordem Monogynia | Species plantarum (1753) |